# Bygnings- og Boligregisteret
Bygnings- og Boligregistret (forkortet BBR) er et register, der indeholder oplysninger om ejendomme og bygninger i Danmark. Et af hovedformålene med registret var – og er stadig – at kunne give oplysninger til ejendomsvurderingsmyndigheden i forbindelse med ejendomsbeskatning. Registret blev oprettet 1977-1978. For den almindelige borger betød oprettelsen, at det ikke længere var nødvendigt at udfylde spørgeskemaer om boligforhold i forbindelse med folke- og boligtællinger.
BBR hører til de såkaldte Grunddata og det er planlagt af BBR's data gøres offentligt tilgængelig  medio 2013.

## Ansvar i forhold til BBR
Det er ejerens ansvar, at oplysningerne i Bygnings- og Boligregisteret er korrekte. Sker der ændringer i en bolig, så skal man tage kontakt til  kommunen for at få rette dette. Det er ligeledes gratis for ejere at få rettet oplysningerne.